# ورا دو منکیو
ورا دو منکیو (به اسپانیایی: Vera de Moncayo) یک شهرستان در اسپانیا است که در استان ساراگوسا واقع شده‌است.

## خصوصیات
ورا دو منکیو ۲۷ کیلومترمربع مساحت و ۴۳۲ نفر جمعیت دارد.